# Wartburg (Südafrika)
Wartburg ist ein Ort in den Midlands der südafrikanischen Provinz KwaZulu-Natal. Er befindet sich in der Gemeinde uMshwathi im Distrikt uMgungundlovu.
Wartburg wurde Mitte des 19. Jahrhunderts von deutschen Siedlern aus der Gegend um Hannover gegründet. 2011 hatte der Ort 906 Einwohner. Ein Großteil von ihnen sind Nachfahren der Einwanderer und sprechen teilweise immer noch deutsch. Von den deutschen Siedlern wurden auch die zwei lutherischen Kirchen des Orts gebaut. Der Name des Orts kommt von der deutschen Wartburg bei Eisenach. Martin Luther übersetzte dort die Bibel. Im Wappen Wartburgs ist die Lutherrose zu sehen.
Im Wartburger Hof, einem Hotel und Restaurant, wird deutsches Essen und selbst gebrautes Bier serviert. Außerdem gibt es die Wartburg Kirchdorf School, eine Schule deutschen Ursprungs, in der auch heute teilweise noch in Deutsch unterrichtet wird.
Neben dem Tourismus ist auch die Landwirtschaft für die Wirtschaft Wartburgs wichtig. Es wird hauptsächlich Mais, Zuckerrohr, Industrieholz und Kiwi angebaut.

## Geografie
Wartburg liegt etwa 30 Kilometer nordöstlich von Pietermaritzburg auf eine Höhe von 881 Metern über dem Meeresspiegel.
Die durchschnittliche Niederschlagsmenge in Wartburg beträgt 732 Millimeter. Der meiste Niederschlag fällt im Sommer (Oktober bis März). Die geringste Niederschlagsmenge gibt es mit 5 Millimetern im Juni. Der meiste Niederschlag fällt im Januar (116 Millimeter). Die durchschnittliche Höchsttemperatur in Wartburg variiert von 19,7 °C im Juni bis zu 26,2 °C im Januar. Der kälteste Monat ist der Juni. Hier liegen die durchschnittlichen Tiefsttemperaturen nachts bei 5,8 °C.